# Phyciodes batesii
Phyciodes batesii är en fjärilsart som beskrevs av Reak 1865. Phyciodes batesii ingår i släktet Phyciodes och familjen praktfjärilar. Inga underarter finns listade i Catalogue of Life.

## Bildgalleri

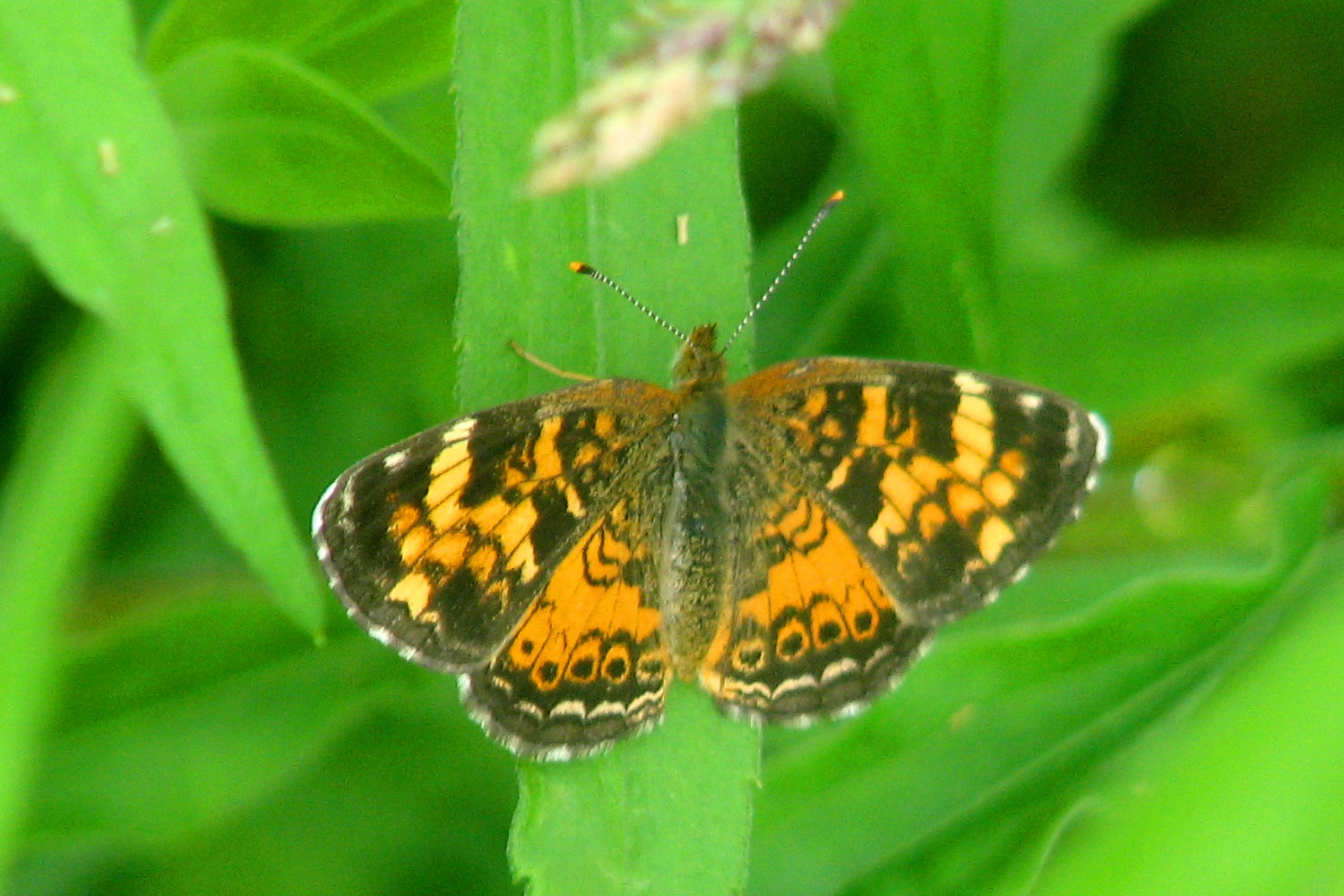